# Roxanna Panufnik
Roxanna Panufnik, född 24 april 1968 i London, är en brittisk tonsättare.  Hon är dotter till den polsk-brittiske kompositören Andrzej Panufnik och studerade komposition vid Royal Academy of Music. 

## Valda verk
- Westminster Mass (1997)
- Powers & Dominions (2001), concertino för harpa och orkester
- Inkle and Yarico (1996), rekonstruktion av antislaverispel från 1900-talet
- The Music Programme (1999), kammaropera beställd av Polska Nationaloperan
- Beastly Tales (2001-2), för sopran och orkester
- Spirit Moves, brasskvintet
- Odi et Amo, balett
- Olivia, stråkkvartet med en barnkör